# Аурикаро (Бари)
Аурикаро (итал. Auricarro) је насеље у Италији у округу Бари, региону Апулија.
Према процени из 2011. у насељу је живело 652 становника. Насеље се налази на надморској висини од 177 м.